# Sorsele
Sorsele  (en Same du Sud Suarsa et en Same d'Ume Suorssá) est le centre administratif de la commune de Sorsele, dans le comté de Västerbotten, en Suède.